# Richard Barone
Richard Barone (Tampa (Florida)) is een Amerikaanse rockmuzikant (gitaar, basgitaar, mellotron, stylophone, waterphone), songwriter, auteur, muzikaal leider, plaat- en concertproducent, die voor het eerst aandacht kreeg als frontman van The Bongos. Hij brengt albums uit als soloartiest, toert en heeft concertevenementen gecreëerd in de Carnegie Hall, de Hollywood Bowl, SXSW en Central Park in New York. Hij is lid van de Raad van Bestuur van The Recording Academy (Grammy's), de Raad van Advies voor Anthology Film Archives en is verbonden aan het Clive Davis Institute of Recorded Music aan de New York University en The New School for Jazz and Contemporary Music.

## Biografie
Richard Barone werd geboren in Tampa, Florida en begon zijn carrière op 7-jarige leeftijd bij het lokale top-40 radiostation WALT (nu bekend als WTIS) als de kleinste DJ. Op 16-jarige leeftijd produceerde hij lokale bands en nam hij de eigenzinnige artiest Tiny Tim op, nadat de twee elkaar ontmoetten na een optreden in Tampa. Het was Tiny Tim, die als eerste aan Barone voorstelde om in Greenwich Village te gaan wonen, waar Tim zelf zijn start had gemaakt. Na de middelbare school verhuisde Barone naar New York, woonde kort in Hotel Chelsea, modelleerde en kreeg kleine acteerrollen. Het beantwoorden van een advertentie in de krant Village Voice bracht hem ertoe de muzikanten te ontmoeten met wie hij The Bongos zou formeren, een veelgeprezen new wave-band die hielp bij het creëren van de indiepopgemeenschap in Hoboken (New Jersey) in de jaren 1980.
The Bongos wonnen snel de gunst op muziekpodia in New York en werden uitgenodigd om in Londen op te treden in het Rainbow Theatre, in een concert met andere nieuwe bands op het toneel. Nadat een reeks onafhankelijke singles, die bij het in het Verenigd Koninkrijk gevestigde Fetish-label waren uitgebracht, in de Verenigde Staten werden samengesteld als Drums Along the Hudson (PVC), tekende de band bij RCA Records, waar ze met de komst van MTV commerciële impact maakten met het door Barone geschreven Numbers With Wings en de bijbehorende video.
Barones albums braken door als soloartiest en bevatten kamerpop-, orkest- en verhalend singer-songwriter-materiaal. Hij wordt door The New York Times een begaafde pop-rock tunesmith (een componist van populaire muziek) genoemd.
Barone bracht zijn eerste soloalbum Cool Blue Halo uit (live opgenomen in The Bottom Line in New York) voorafgaand aan het uiteenvallen van The Bongos in 1987. Anthony DeCurtis, die in Rolling Stone schreef, prees Barones losse, elegante arrangementen en gaf hem de eer met het maken van een soort rockkamermuziek. Terwijl Trouser Press de plaat omschreef als intiem maar verward, noemde Tom Moon van NPR in een recentere beoordeling het album een klaaglijk meesterwerk en voegde Cool Blue Halo toe als tijdloos en misschien zelfs exotisch. Moon schreef ook Barones versie van The Man Who Sold the World van David Bowie toe met een voorafschaduwing van Nirvanas eigen cover van het nummer op hun Unplugged-optreden in 1993.
Twee studioalbums volgden: het door rock gedomineerde Primal Dream (MCA Records) in 1990 en het meer akoestische Clouds Over Eden (Warner Bros. Records), opgedragen aan zijn overleden vriend, rockjournalist Nicholas Schaffner, in 1994. Trouser Press verdedigde de fijne set van hunkerende liefdesliedjes op Primal Dream, terwijl hij hun productie en arrangementen noemde als een stap achteruit van zijn debuutalbum. Maar David Browne, die in Rolling Stone schreef, gaf het album vier sterren en merkte op dat Barone snel voorbij het beperkte vocabulaire van twaalf strijkers en watje-popzang gaat. Billy Altman noemde in The New York Times zijn volgende album Clouds Over Eden ongetwijfeld de meest volledig gerealiseerde inspanning van Barones carrière, terwijl Trouser Press het album omschreef als hartverscheurend en zeer de moeite waard en de grote albumfans hadden altijd gedacht dat Barone het zou maken.
Halverwege de jaren 1990 trad en nam Barone op met de experimentele gitarist Gary Lucas en diens band Gods and Monsters, waarin Barone de leadzang verzorgde en mellotron speelde. Hij nam ook I Guess the Lord Must Be in New York City van Harry Nilssons op, met Lucas op gitaar, voor het album For the Love of Harry: Everybody Sings Nilsson (BMG Records) en produceerde de versie van Coconut van The B-52's frontman Fred Schneiders voor hetzelfde project. Hij zong het lied met Schneider bij Late Night With Conan O'Brien.
In 1996 werkte hij samen met het N2K Records-label van Phil Ramone en Larry Rosen om een van de eerste vijf artiesten te worden, die elk verschillende genres vertegenwoordigen, om hun muziek beschikbaar te stellen als downloads op de baanbrekende Music Boulevard-winkelsite. Te midden van de groeiende angst van de muziekindustrie voor de toen nieuwe technologie van digitale distributie, verscheen Barone in de televisieshow The Wall Street Journal Report en andere programma's om het downloaden van muziek als een legitieme distributiemethode uit te leggen en te promoten.
In 1997 bracht Barone het livealbum Between Heaven and Cello uit, opgenomen in de intieme nachtclub Fez in New York. In november trad hij op in Bryter Later: The Music of Nick Drake in het St. Ann's Warehouse in Brooklyn, waar hij Drakes Cello Song en Northern Sky uitvoerde.
In 1999 verzorgde hij de muzikale leiding en orkestratie voor de off-Broadway musical Bright Lights, Big City in de New York Theatre Workshop, in samenwerking met Rent-regisseur Michael Greif. Van 1999-2004 regisseerde en trad Barone op in The Downtown Messiah, een unieke, multi-genre interpretatie van Händels barokoratorium, dat jaarlijks in december werd uitgezonden op meer dan 200 openbare radiostations in het hele land, en combineerde elementen van pop, folk, blues en jazz.
Een boxset van Barones eerste drie studioalbums werd in 2000 in Europa uitgebracht als The Big Three door Line Records in Duitsland.
Barone richtte zijn aandacht toen steeds meer op het produceren, waaronder een duet tussen Liza Minnelli en pianist/zanger Johnny Rodgers, een kinderalbum voor Jolie Jones (dochter van Quincy Jones), Fred Schneider voor zijn soloalbum Just Fred en anderen.
Als producent/regisseur begon hij met het creëren van grootschalige concertevenementen, waaronder drie allstar-tributes aan Peggy Lee in de Carnegie Hall, de Hollywood Bowl en het Chicago Ravinia Festival in 2003 en 2004 in samenwerking met de legendarische concertimpresario George Wein. De volledig georkestreerde concerten omvatten Lee's hele carrière en werden opgevoerd als een muzikale biografie. Uitvoerders waren onder meer Bea Arthur, Nancy Sinatra, Rita Moreno, Debbie Harry en Shirley Horn. Voor Central Park SummerStage in New York creëerde hij The Not-so Great American Songbook, een liefdevol oneerbiedige blik op de guilty-pleasure-hits van de jaren 1970, met een eclectische bezetting waaronder Justin Vivian Bond.
In 2004 interviewde Barone Quincy Jones voor de PBS-documentaire Fever: The Music of Peggy Lee. Dat jaar verscheen ook de eerste publicatie bij zijn eigen RBM Special Editions-label, een bloemlezing getiteld Collection: An Embarrassment of Richard, samengesteld uit hoogtepunten uit zijn back catalogus. De omslag is gefotografeerd door Mick Rock, de eerste van vele samenwerkingen. In juni trad hij op in The Blood on the Tracks Project in de Merkin Hall, een eerbetoon met meerdere artiesten aan Bob Dylans historische album uit 1974 op zijn dertigste verjaardag. Hij werd begeleid door Tony Visconti op bas, Vernon Reid op gitaar en Buddy Cage op pedal steel.
Ook dat jaar sloot Barone zich aan bij het folkrockicoon Donovan uit de jaren 1960 voor een reeks van de Beat Café-concertevenementen van laatstgenoemde, waaronder negen optredens in Joe's Pub in New York, waar hij fragmenten uit Allen Ginsbergs Howl zong en las.
Andere projecten in deze tijd waren onder meer de uitvoerende productie van de dvd The Nomi Song (Palm Pictures, 2005), die zijn remix bevat van de opera Total Eclipse van de new wave-contratenor Klaus Nomi. Zijn liedjes en samenwerkingen, waaronder een aantal geschreven met singer-songwriter Jill Sobule, waren te horen in de tv-shows The West Wing, Dawson's Creek, Felicity en South of Nowhere.
In 2006 kwamen de oorspronkelijke drie Bongos samen met Moby in de studio om een remake en muziekvideo te maken van The Bulrushes, een vroege Bongos-single, voor de heruitgave van het debuutalbum van de band, uitgebracht door Cooking Vinyl Records in Juni 2007. Er werden verschillende reünieconcerten van The Bongos gehouden, met als hoogtepunt een openluchtoptreden op het Hoboken Arts and Music Festival, waar de band werd geëerd met een Mayoral Proclamation en de sleutels van de stad.
In september 2007 werd Barones memoire Frontman: Surviving the Rock Star Myth, met omslag- en interieurfoto's van de auteur door Mick Rock, gepubliceerd door Backbeat/Hal Leonard Books. Eind 2007 begon hij met het organiseren van een reeks muzikale lezingen van Frontman met fragmenten uit het boek, voorgelezen door onder meer televisie-actrice Joyce DeWitt en radiopersoonlijkheid Vin Scelsa. Op zijn verjaardag, 1 oktober 2008, bracht hij Frontman: A Musical Reading naar het podium in de Carnegie Hall in New York, met speciale gasten en legendarische vrienden, waaronder Moby, Lou Reed, de Band's Garth Hudson, Marshall Crenshaw, Terre en Suzzy Roche, Randy Brecker, Carlos Alomar, DeWitt en anderen als een benefiet voor het openbare radiostation WFUV.
In juli 2009 ging Barone de opnamestudio binnen om het productiewerk te voltooien voor het album, waarmee hij op 16-jarige leeftijd begon voor Tiny Tim. Het album I've Never Seen a Straight Banana - Rare Moments: Volume 1 werd in oktober 2009 uitgebracht bij Collector's Choice Records.
In mei 2010 produceerde Barone een concert ten voordele van Anthology Film Archives en ter ere van avant-garde filmmaker/auteur Kenneth Anger. Anger trad op, samen met Lou Reed, Sonic Youth, Jonas Mekas, Moby, de acteurs Ben Foster en Philip Seymour Hoffman en anderen.
In juli werkte Barone samen met Pete Seeger (toen 91 jaar oud), waar hij produceerde en optrad in Reclaim the Coast: Gulf Coast Oil Spill Benefit bij City Winery in New York. De volgende maand namen hij en mede-producent Matthew Billy Seeger op, terwijl hij een nieuw nummer uitvoerde dat publiekelijk in de show debuteerde. Het lied en de video God's Counting on Me, God's Counting on You, opgenomen terwijl ze aan boord van de sloep Clearwater zeilden, werden uitgebracht op de Election Day van 6 november 2012.
Barones vijfde soloalbum Glow, geleid door producent Tony Visconti, werd in september 2010 uitgebracht bij Bar/None Records. Het grootste deel van het album is ook samen geschreven met Visconti. Ook werkten aan het project de producenten Steve Rosenthal en Steve Addabbo, songwriter Paul Williams, hoofdtechnicus Leslie Ann Jones bij de Skywalker Ranch van George Lucas, fotograaf Mick Rock en anderen mee. Een portret van Barone uit de Glow-fotosessies verscheen in Rocks retrospectieve boek Exposed: The Faces of Rock n' Roll. Begin 2011 volgde een tournee door de Verenigde Staten en het Verenigd Koninkrijk.
In augustus werd Barone benoemd tot lid van de Raad van Advies van Anthology Film Archives, waar hij nauw samenwerkte met Jonas Mekas en live fondsenwervende evenementen voor de organisatie organiseerde.
In de herfst van 2011 maakte Richard een gastoptreden en zong hij een nummer in de film Mr. Bricks: A Heavy Metal Murder Musical.
Op 11 september 2011, de tiende verjaardag van 9/11, bracht Barone een herschrijving uit van het nummer The Sidewalks of New York uit 1894, met bijgewerkte teksten die verwezen naar de aanslag op het World Trade Center, mede geschreven en geproduceerd door medewerker Matthew Billy.
In december 2011 werd Barone aangesteld als professor aan het Clive Davis Institute of Recorded Music aan de New York University, waar hij begon met lesgeven in Stage Presence: The Art of Performance.
Een tweede bloemlezing die die maand werd uitgebracht, Collection 2: Before & Afterglow, gebruikte zijn backcatalogus voor zijn pre-Bongos-dagen in Tampa en bevatte recent werk zoals de single Sidewalks of New York.
Door zijn werk met Pete Seeger werd Barone gevraagd om een lied bij te dragen aan het Occupy This Album-project over Razor & Tie, ten voordele van de Occupy Wall Street-beweging. De set met vier schijven, met als ondertitel 99 Songs for the 99%, werd uitgebracht op 15 mei 2012. Het samen met Matthew Billy geschreven Hey, Can I Sleep On Your Futon? was een nieuw nummer met eigentijdse referenties, dat werd geïnspireerd door Brother, Can You Spare A Dime?, een populair nummer uit de Grote Depressie. Zowel het nummer als de muziekvideo, geproduceerd door filmstudenten van New York University, waren opgenomen in de originele albumdownload. Barone trad ook op bij een reeks concerten met andere artiesten op het Occupy-album, waaronder Michael Moore, David Amram en Tom Chapin.
Op 4 mei 2012 werd ter gelegenheid van de 25e verjaardag van zijn album Cool Blue Halo een reünieconcert van alle originele muzikanten gehouden bij City Winery in New York. Het concert werd gefilmd en opgenomen als onderdeel van een multi-disc box set, uitgebracht door DigSin Records. In september 2012 bracht hij de eerste single van het project I Belong To Me uit. In december ging I Belong To Me: The 'Cool Blue Halo' Story in première in Anthology Film Archives, gevolgd door een optreden van Barone en muzikanten van het album. Ter gelegenheid van de publicatie van de boxset schreef Donovan: Welverdiende waardering voor Richard voor deze 25e jubileumpublicatie van zijn album Cool Blue Halo. Hij toonde de houding al vroeg, zoals de minstreel/acteur/toneelschrijver van Renaissance London. We hebben elkaar ontmoet en hebben samen menig podium gedeeld ... Ik heb altijd van Ricardo's 'Bar-oque and Roll'-muziek gehouden. Shine On Ricardo, Shine!'
Diezelfde maand werd de documentaire Addicted to Fame van Anna Nicole Smith uitgebracht, samen met Barones single (She's A Real) Live Wire uit de film. Hij diende ook als muzieksupervisor voor de documentaire, geregisseerd door David Giancola.
In juni 2013 bundelde Barone de krachten met The Beach Boys mede-oprichter Alan Jardine en vrienden om een versie van Pete Seegers folklied If I Had A Hammer (The Hammer Song) op te nemen voor de ONE Campaign, geproduceerd door Steve Addabbo bij de Shelter Island geluidsstudio's in New York. De video werd uitgebracht als het wereldwijde protestliedproject van de ONE Campaign.
Op 31 juli 2013 gaven The Bongos het laatste concert in hun thuisclub Maxwell's, waar de oorspronkelijke leden ook de eerste show van de locatie hadden opgevoerd. Vanaf het podium kondigde Richard aan dat het lang verloren gewaande album Phantom Train van de band, opgenomen in Compass Point, Bahama's in 1986, uiteindelijk op 1 oktober 2013 zou verschijnen bij het opnieuw gelanceerde JEM Records.
Barone werkte op 14 maart 2014 samen met Alejandro Escovedo om het eerste grote eerbetoon aan wijlen Lou Reed te produceren en samen te presenteren in het Paramount Theatre in Austin (Texas), als onderdeel van het SXSW Music Festival. Het drie uur durende concert bestond uit meer dan 24 acts, waaronder Suzanne Vega, Lucinda Williams, Sean Lennon en Spandau Ballet. De huisband bestond uit leden van Blondie, de Patti Smith Group en de Voidoids. Barone bracht ook een opname uit van Reeds All Tomorrow's Parties, geproduceerd door Chris Seefried met een video van Jonas Mekas, samengesteld uit beelden van de vroege Velvet Underground in Andy Warhols Factory.
In oktober 2014 lanceerde Barone A Circle of Songs, een live, maandelijkse muzikale talkshowreeks in SubCulture onder het Lynn Redgrave Theatre in Greenwich Village. Gasten waren onder meer Eric Andersen, Nellie McKay, Holly Near en Captain Kirk Douglas van The Roots.
Toen 2015 begon, coproduceerde Barone met Tony Visconti een retrospectief concert van Viscontis bekendste werk in de City Winery in New York, getiteld The TV Show. Hij begon ook te werken aan het nieuwe album Sorrows & Promises: Greenwich Village in the 1960's, samengesteld uit nummers die voortkwamen uit de vroege dagen van het singer-songwritercircuit in Greenwich Village. Het album werd samengesteld door journalist/Columbia Records-directeur Mitchell Cohen, met sessies geproduceerd door Steve Addabbo en met gastoptredens van Dion, John Sebastian en David Amram. Een reeks muzikale paneldiscussies over de muziek bij Sorrows & Promises, georganiseerd door de New York Public Library in de historische Jefferson Market Library-vestiging in Greenwich Village, ging vooraf aan de publicatie van het album op 14 oktober 2016. In maart 2017 bracht Barone het Sorrows & Promises-project naar het SXSW Music Festival in Austin, Texas, waar hij een vijf-en-een-half uur durende showcase organiseerde op basis van het album.
Terug in de studio produceerde Barone een album voor jazzzangeres Hilary Kole met liedjes die beroemd zijn gemaakt door Judy Garland en een vakantiealbum van verschillende artiesten voor het Miranda Music-label waarop hij verschijnt, evenals een tweede album van opnamen gemaakt door Tiny Tim, getiteld Tiny Tim's America, uitgebracht in de zomer van 2016. Daarnaast was hij uitvoerend producent van de musical Tiny, gebaseerd op het leven van Tiny Tim en produceerde hij een liedboekalbum voor componist Tracy Stark met optredens van Lesley Gore, actrice Karen Black en Nona Hendryx, uitgebracht in oktober 2016. Barone droeg vervolgens albumnotities bij aan de vinyl heruitgave van The Holy Mackerel, het debuut van de band uit de jaren 1960 met songwriter Paul Williams. Later in 2018 zou hij albumnotities bijdragen voor Williams' solodebuut Someday Man uit 1970.
In april 2017 werd Barone gekozen in de Raad van Bestuur van de New York Chapter van The Recording Academy (The Grammys). Hij zou in 2019 worden herkozen voor een tweede termijn.
In december 2017 ging hij de studio binnen om een eerbetoon te produceren voor Dean Martins Centennial, uitgevoerd door de NJ-gebaseerde band Remember Jones en met een duet met Martins dochter Deana Martin. In juni 2018 zou Barone door Martin worden uitgenodigd om op te treden in de Friars Club, aangezien ze werd geëerd met de Trobairitz-titel.
Op 29 maart 2018 trad Barone op in het Brooklyn Museum met het Burnt Sugar Arkestra in The Bowie Songbook, een herinterpretatie van de catalogus van David Bowie als onderdeel van de David Bowie Is-installatie van het museum.
Eveneens in maart begon hij een nieuwe maandelijkse Village Nights salonserie in het historische Washington Square Hotel in New York.
In april werd aangekondigd dat Barone Music + Revolution: Greenwich Village in the 1960's zou presenteren en cureren in de SummerStage van City Parks Foundation in Central Park op 12 augustus 2018. Artiesten waren onder meer Jesse Colin Young, Melanie, José Feliciano, Maria Muldaur, John Sebastian en anderen. De volgende week werd aangekondigd dat Richard zich had aangesloten bij de faculteit van The New School for Jazz and Contemporary Music en dat hij een 15-weekse cursus muziekgeschiedenis zou geven in Greenwich Village in de jaren 1960, met dezelfde titel als het concert in Central Park.
Barone vertegenwoordigde het New York Chapter van de Recording Academy for Grammys on the Hill in Washington D.C. en ontmoette het Congres ter ondersteuning van de Music Modernization Act (MMA), een omnibuswet ter ondersteuning van de rechten van muziekmakers. Hij ontmoette senator Patrick Leahy, congreslid David Cicilline, vertegenwoordiger Joseph Crowley, vertegenwoordiger Nancy Pelosi in het kantoor van senator Sheldon Whitehouse. Barone had ook een ontmoeting met de New Yorkse vertegenwoordiger Jerrold Nadler, een belangrijke aanhanger van de Music Modernization Act. Het wetsvoorstel werd unaniem aangenomen door beide huizen van het Congres en werd op 11 oktober 2018 in wet ondertekend.
In januari 2019 vergezelde Barone Donovan voor een reeks opnamen in Jamaica voor een eerbetoon aan Harry Belafonte. Barone fotografeerde Donovan ook voor de hoes van de eerste single van het album. Een tweede project met Donovan dat jaar, een eerbetoon aan Brian Jones van The Rolling Stones, werd opgenomen en gefilmd in Jones' geboorteplaats Cheltenham op de vijftigste verjaardag van zijn overlijden. Barone was muzikaal leider van het project, dat de Amerikaanse bluesmuziek vierde die de vroege Stones inspireerde.
In de herfst van 2019 werd een nieuw gitaareffectpedaal The Mambo Sun, een samenwerking tussen Barone en pedaalfabrikant Left Coast Workshop, te koop aangeboden. Het werd ontworpen om de kenmerkende dubbelsporige gitaartoon van Barone na te bootsen.
Door de krachten te bundelen met Glenn Mercer, gitarist/frontman van The Feelies, begon Barone met het uitvoeren van een reeks concerten getiteld Hazy Cosmic Jive, een eerbetoon aan de experimenten van David Bowie, Brian Eno, Roxy Music, Marc Bolan en anderen in het midden van de jaren 1970.
In 2020 maakte Barone een cameo-acteeroptreden door zichzelf te spelen in de indiefilm The Incoherents, geregisseerd door Jared Barel. Hij verscheen ook in de documentaires Tiny Tim: King for a Day en You Don't Know Ivan Julian.
Barone speelde Streets of New York op Willie Nile Uncovered, een eerbetoon aan de singer-songwriter, uitgebracht in augustus 2020.
Hij zong ook op Angelheaded Hipster: The Songs of Marc Bolan & T.Rex, geproduceerd door Hal Willner en droeg achtergrondzang bij op tracks van Todd Rundgren, Lucinda Williams, Kesha en Helga Davis. Het album werd op 4 september 2020 uitgebracht door BMG Records.
Barone speelde een medley van Revolution en Power to the People voor JEM Records Celebrates John Lennon, uitgebracht op de 80ste verjaardag van John Lennons geboorte, 9 oktober 2020. Hij droeg ook een essay over Pylon bij voor het boek dat is opgenomen in de uitgebreide Pylon Box vinyl boxset, die op 6 november 2020 is uitgebracht door New West Records.

## Discografie
- 1983: Nuts and Bolts, met James Mastro; geproduceerd door Barone, Mastro en Mitch Easter (Passport Records)
- 1987, 2012: Cool Blue Halo, live opgenomen bij The Bottom Line, New York (Passport Records); Deluxe Edition (DigSin/RBM Special Editions)
- 1990: Primal Dream, geproduceerd door Richard Gottehrer en Don Dixon (MCA Records)
- 1991: Primal Cuts, remixen door Ben Grosse en livenummers (Line Records, Germany)
- 1993: Clouds over Eden, geproduceerd door Hugh Jones (Atlantic Records|MESA/Bluemoon/Atlantic Records)
- 1997: Between Heaven and Cello, live opgenomen (Line Records, Germany)
- 2000: The Big Three, boxset (Line Records, Germany)
- 2004: Collection: An Embarrassment of Richard, compilatie (RBM Special Editions)
- 2010, 2019: Glow, geproduceerd door Tony Visconti, Steve Addabbo, Steve Rosenthal en Richard Barone (Bar/None Records), Deluxe Edition (2019, RBM Special Editions)
- 2011: Collection 2: Before & Afterglow, compilatie (RBM Special Editions/Billy Barone Productions)
- 2012: Cool Blue Halo: 25th Anniversary Concert, deluxe livealbum/concertfilm, cd/dvd, geproduceerd door Matthew Billy (DigSin/RBM Special Editions)
- 2016: Sorrows & Promises: Greenwich Village in the 1960s, geproduceerd door Steve Addabbo (RBM Special Editions/The Orchard; Ship To Shore PhonoCo)

### Bijdragen
- 1995: For the Love of Harry: Everybody Sings Nilsson, MusicMasters Records/BMG Records - I Guess The Lord Must Be in New York City
- 1999: Refuge: A Benefit for the People of Kosova, ARC/The Orchard - A Call To Prayer
- 1999: Our Favorite Texan: Bobby Fuller Four-ever!, #9 Records, Japan - Nancy Jean
- 2001: Lynne Me Your Ears – A Tribute to the Music of Jeff Lynne, Not Lame Recordings - Showdown
- 2001: Simply Mad, Mad, Mad, Mad About The Loser's Lounge, Zilcho Records - Everybody's Talking
- 2005: The Nomi Song Remixes, Palm Pictures - Total Eclipse: The Atomic Party Mix
- 2006: October Project Uncovered: The Songs of Emil Adler & Julie Flanders, October Project Recordings - One Dream
- 2012: Occupy This Album, Razor & Tie - Hey, Can I Sleep On Your Futon?
- 2015: A New York Holiday, Miranda Music - I've Got My Love To Keep Me Warm
- 2019: Joolz Juke: Blues Tribute to Brian Jones door zijn kleinzoon Joolz Jones, Donovan Discs - Who Do You Love?, Not Fade Away
- 2020: Willie Nile: Uncovered, Paradiddle Records - Streets of New York [69]
- 2020: AngelHeaded Hipster - The Songs Of Marc Bolan And T. Rex, BMG Records - Achtergrondzang op verschillende tracks.
- 2020: Jem Records Celebrates John Lennon, Jem Records - Revolution/Power to the People

### Concertproducties
- 1999-2004: The Downtown Messiah - Various Artists - The Bottom Line; Winter Garden Atrium bij World Financial Center NYC, Broadcast via Public Radio International, 1999–2004.
- 2003-2004: There'll Be Another Spring: A Tribute to Miss Peggy Lee - Various Artists - Carnegie Hall NYC, Broadcast via NPR ; Hollywood Bowl, Los Angeles, CA; Ravinia Festival, Chicago.
- 2004: The (Not So) Great American Songbook - Diverse artiesten - SummerStage in Central Park NYC
- 2008: Frontman: A Musical Reading - Diverse artiesten - Carnegie Hall NYC
- 2010: Reclaim the Coast: Benefit for the BP Oil Spill Cleanup - Pete Seeger en diverse artiesten - City Winery NYC
- 2010: Return to the Pleasuredome: Benefit for Anthology Film Archives - Diverse artiesten met Lou Reed, Sonic Youth en Kenneth Anger - Hiro Ballroom NYC
- 2011: 2011 Film Preservation Honors & 40th Anniversary Benefit Concert - Marina Abramovic, Ólöf Arnalds, Albert Maysles, Jonas Mekas, more. - City Winery NYC
- 2014: The SXSW Tribute to Lou Reed (mede geproduceerd met Alejandro Escovedo) - Diverse artiesten - Paramount Theater, Austin Texas
- 2015: The TV Show: Tony Visconti & Friends (mede geproduceerd met Tony Visconti) - Diverse artiesten - City Winery NYC
- 2017: Sorrows & Promises SXSW: Greenwich Village in the 1960s - Diverse artiesten met Jesse Colin Young, Robyn Hitchcock - SXSW, Driskill Hotel, Austin Texas
- 2018: Music + Revolution: Greenwich Village in the 1960s, gepresenteerd door Richard Barone - Diverse artiesten - SummerStage in Central Park, NYC
- 2019: Remembering Jonas: A Tribute to Jonas Mekas - Diverse artiesten met Patti Smith, John Zorn, Jim Jarmusch, Steve Buscemi, Lee Ranaldo, anderen. - City Winery NYC. [dode link]